# Joaquín Loyo Mayo
Joaquín Loyo Mayo, né le 16 août 1945 à Vera Cruz et mort le 27 décembre 2014 à Córdoba, est un ancien joueur de tennis mexicain.

## Biographie
Il a étudié à l'université de Californie du Sud et en est ressorti avec un diplôme de marketing en 1969 et il y remporte la même année le championnat universitaire. En 1989, il est devenu entraîneur de tennis professionnel à Birmingham. Plus récemment, il enseignait au Mexique.

## Carrière
Joueur amateur depuis le début des années 1960, il passe professionnel en 1970. Il a connu plus de succès en tant qu'amateur, s'illustrant notamment à trois reprises à San Luis Potosí (1963, 1967 et 1968). Il a acquis la plupart de ses titres aux États-Unis puisqu'il y jouait l'essentiel de sa carrière. Il s'est imposé au Tennessee par trois fois, mais aussi en Californie ou encore en Alabama. En 1968, il est titré champion du Mexique.
Membre de l'équipe du Mexique de Coupe Davis entre 1966 et 1976, il a joué un total de 45 matchs, essentiellement en simple.
Il fut meilleur joueur de tennis mexicain entre 1968 et 1973.
Il a remporté le tournoi le plus important de sa carrière en 1967 à Cincinnati. Il élimine Jaime Fillol en finale (8-6, 6-1). En double, il a atteint la finale du tournoi en 1968 (avec Fillol) et en 1975 (avec Marcello Lara). Sur le circuit ATP, il a atteint une finale à Saint-Pétersbourg, perdue contre Jan Kodeš (6-3, 6-3, 6-3). Il est également demi-finaliste à Oslo en 1974 et à Valence en 1975. Dans les tournois de Grand Chelem, il s'est illustré en 1971 lorsqu'il a atteint les huitièmes de finale à Wimbledon grâce à une victoire en 5 sets sur Georges Goven.
Il a obtenu deux médailles aux Jeux olympiques de 1968 en démonstration et exhibition dont une en argent avec Pierre Darmon.

## Palmarès (partiel)

### Titre en simple messieurs
| No | Date       | Nom et lieu du tournoi                      | Catégorie | Surface | Finaliste    | Score    |  |
| -- | ---------- | ------------------------------------------- | --------- | ------- | ------------ | -------- |  |
| 1  | 03-07-1967 | Tournoi de tennis de Cincinnati, Cincinnati |           | NC      | Jaime Fillol | 8-6, 6-1 |  |

### Finale en simple messieurs
| No | Date       | Nom et lieu du tournoi                              | Catégorie  | Surface | Vainqueur | Score         |  |
| -- | ---------- | --------------------------------------------------- | ---------- | ------- | --------- | ------------- |  |
| 1  | 06-04-1970 | Tournoi de tennis de St. Petersburg, St. Petersburg | Grand Prix | NC      | Jan Kodeš | 6-3, 6-3, 6-3 |  |

### Titre en double messieurs
| No | Date       | Nom et lieu du tournoi                | Catégorie       | Surface      | Partenaire    | Finalistes                | Score         |  |
| -- | ---------- | ------------------------------------- | --------------- | ------------ | ------------- | ------------------------- | ------------- |  |
| 1  | 05-05-1975 | Nice International Championships Nice | GP World Series | Terre (ext.) | Marcello Lara | Iván Molina Jairo Velasco | 7-6, 6-7, 8-6 |  |

### Finales en double messieurs
| No | Date       | Nom et lieu du tournoi                     | Catégorie       | Dotation | Surface      | Vainqueurs                            | Partenaire    | Score           |          |
| -- | ---------- | ------------------------------------------ | --------------- | -------- | ------------ | ------------------------------------- | ------------- | --------------- | -------- |
| 1  | 01-07-1968 | Tournoi de tennis de Cincinnati Cincinnati |                 | NC $     | NC           | Ron Goldman William Brown             | Jaime Fillol  | 10-8, 6-3       |          |
| 2  | 28-10-1968 | Jeux olympiques d'été Mexico               | J. olympiques   | NC $     | Terre (ext.) | Rafael Osuna · Vicente Zarazua        | Pierre Darmon | 6-4, 3-6, 14-12 | Parcours |
| 3  | 04-06-1973 | Tournoi de tennis de Berlin Berlin         |                 | NC $     | Dur (ext.)   | Jürgen Fassbender Hans-Jürgen Pohmann | Raúl Ramírez  | 4-6, 6-4, 6-4   |          |
| 4  | 28-07-1975 | Tournoi de tennis de Cincinnati Cincinnati | GP World Series | 50 000 $ | Dur (ext.)   | Phil Dent Cliff Drysdale              | Marcello Lara | 7-6, 6-4        |          |

## Parcours dans les tournois duGrand Chelem

### En simple
| Année | Open d'Australie | Open d'Australie | Internationaux de France | Internationaux de France | Wimbledon       | Wimbledon         | US Open         | US Open     |
| ----- | ---------------- | ---------------- | ------------------------ | ------------------------ | --------------- | ----------------- | --------------- | ----------- |
| 1965  | —                | —                | —                        | —                        | —               | —                 | 3e tour (1/16)  | V. Seixas   |
| 1966  | —                | —                | —                        | —                        | —               | —                 | 2e tour (1/32)  | G. Stilwell |
| 1967  | —                | —                | —                        | —                        | —               | —                 | 2e tour (1/32)  | R. Barth    |
| 1968  | —                | —                | —                        | —                        | —               | —                 | 3e tour (1/16)  | D. Ralston  |
| 1969  | —                | —                | —                        | —                        | —               | —                 | 3e tour (1/16)  | M. Riessen  |
| 1970  | —                | —                | 3e tour (1/16)           | Ž. Franulović            | 3e tour (1/16)  | D. Ralston        | 2e tour (1/32)  | J. Newcombe |
| 1971  | —                | —                | —                        | —                        | 1/8 de finale   | C. Dibley         | 1er tour (1/64) | I. Năstase  |
| 1972  | —                | —                | —                        | —                        | 1er tour (1/64) | B. Phillips-Moore | —               | —           |
| 1973  | —                | —                | 1er tour (1/64)          | P. Bertolucci            | —               | —                 | 1er tour (1/64) | J. Feaver   |
| 1975  | 2e tour (1/32)   | P. McNamara      | 2e tour (1/32)           | C. Dibley                | 2e tour (1/32)  | M. Cox            | 1er tour (1/64) | S. Ball     |

N.B. : à droite du résultat se trouve le nom de l'ultime adversaire.

### En double
| Année | Open d'Australie | Open d'Australie | Internationaux de France    | Internationaux de France | Wimbledon | Wimbledon | US Open | US Open |
| ----- | ---------------- | ---------------- | --------------------------- | ------------------------ | --------- | --------- | ------- | ------- |
| 1968  | —                | —                | 1/8 de finale M. Lara       | T. Okker M. Riessen      | —         | —         | —       | —       |
| 1970  | —                | —                | 1/4 de finale Ž. Franulović | G. Goven F. Jauffret     | —         | —         | —       | —       |

N.B. : le nom du ou de la partenaire se trouve sous le résultat ; le nom des ultimes adversaires se trouve à droite.